# Савченко, Александр Фёдорович
Алекса́ндр Фёдорович Са́вченко (12 апреля 1935 — 5 июня 2013, Калининград, Российская Федерация) — советский и российский спортсмен и тренер по мотоспорту, заслуженный тренер СССР.

## Биография
Начал заниматься в 1955 г., перейдя из велоспорта. С 1963 г. — инструктор-методист по мотоспорту, а затем — тренер; подготовил плеяду чемпионов СССР, чемпионов России и 25 мастеров спорта СССР по мотокроссу.
С 2007 г. — председатель кроссового комитета Национальной мотоциклетной федерации России и заместитель председателя Калининградской областной Федерации мотоспорта.